# جرج کامرون
جرج گلن کامرون (ژوئیه ۱۹۰۵ در پنسیلوانیا - ۱۴ سپتامبر ۱۹۷۹ در آن آربور، میشیگان)، زبان‌شناس آمریکایی و استاد تاریخ باستان. تحصیلات دانشگاهی خود را در رشتهٔ زبان‌های شرقی در دانشگاه شیکاگو به پایان رساند و در سال ۱۹۳۲ درجهٔ دکتری گرفت. مدتی در مؤسسهٔ زبان‌های شرقی دانشگاه شیکاگو به تدریس اشتغال داشت. در سال ۱۹۴۸ شیکاگو را ترک کرد و بخش مطالعات شرقی را در دانشگاه میشیگان در آن آربر بنیان نهاد. جرج کامرون به‌عنوان صاحب‌نظر کم‌مانندی در زمینهٔ مطالعات زبان‌ها و تاریخ شرق باستان، و به‌خصوص در زبان عیلامی شناخته می‌شد. کتاب او با نام «ایران در سپیده‌دم تاریخ» که در سال ۱۹۳۶ منتشر شد هنوز مرجع عمده‌ای در تاریخ عیلام به‌شمار می‌آید.